# Booz Allen Classic
O Booz Allen Classic foi um torneio regular de golfe no PGA Tour de 1968 a 2006. Originalmente conhecido como o Kemper Open, a primeira edição foi disputada em 1968 no Pleasant Valley Country Club, em Sutton, Massachusetts, antes de se mudar para o Quail Hollow Club, em Charlotte, Carolina do Norte, no ano seguinte, onde permaneceu até 1979.

## Campeões
Lista incompleta
- 2006 –  Ben Curtis, marcou 264 tacadas, 20 abaixo do par
- 2005 –  Sergio Garcia, marcou 270 tacadas, 14 abaixo do par
- 2004 –  Adam Scott, marcou 263 tacadas, 21 abaixo do par
- 2003 –  Rory Sabbatini, marcou 270 tacadas, 14 abaixo do par
- 2002 –  Bob Estes, marcou 273 tacadas, 11 abaixo do par
- 2001 –  Frank Lickliter, marcou 268 tacadas, 16 abaixo do par
- 2000 –  Tom Scherrer, marcou 271 tacadas, 13 abaixo do par